# マリア・ファン・オーステルウェイク
マリア・ファン・オーステルウェイク（Maria van Oosterwijk もしくは Oosterwijck, Oosterwyck, 1630年8月20日 - 1693年11月12日）は、オランダの画家。花を描いた静物画で知られている。

## 生涯
マリア・ファン・オーステルウェイクはノートドルプで生まれ、ヤン・ダーフィッツゾーン・デ・ヘームの元で学んだ。ファン・オーステルウェイクはデルフト、続いてアムステルダムで活躍した。アムステルダムではウィレム・ファン・アールストの工房の向かいに住んでいた。彼女の作品は神聖ローマ皇帝レオポルト1世、フランス王ルイ14世、イングランド王ウィリアム3世など、ヨーロッパの貴族階級の間で人気があった。しかし女性であるということで、画家組合には加入できなかった。
彼女の作品は高く評価され、画家のアルノルト・ホウブラーケンによると、国際的な名声を得、多くの君主たちが彼女の作品を手に入れた。彼女は一生の間結婚せず、Uitdamにあった自分の姉妹の息子ヤコブス・ファン・アッセンデルフト (Jacobus van Assendelft) の家で亡くなった。彼女は自分の召使であったヘールトヘン・ウィントヘス (Geertgen Wyntges) に絵の具の交ぜ方を教えたが、ウィントヘスは後に画家となった。

## ギャラリー

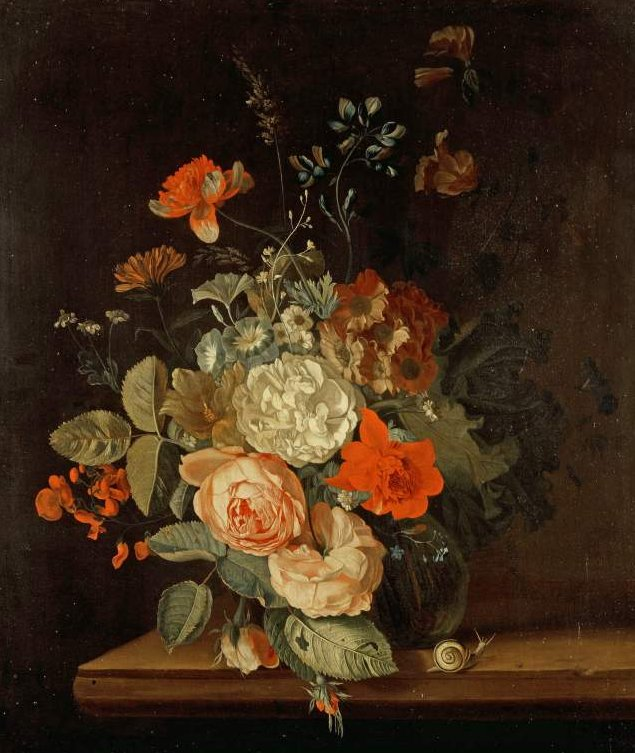
『花』 フィッツウィリアム美術館
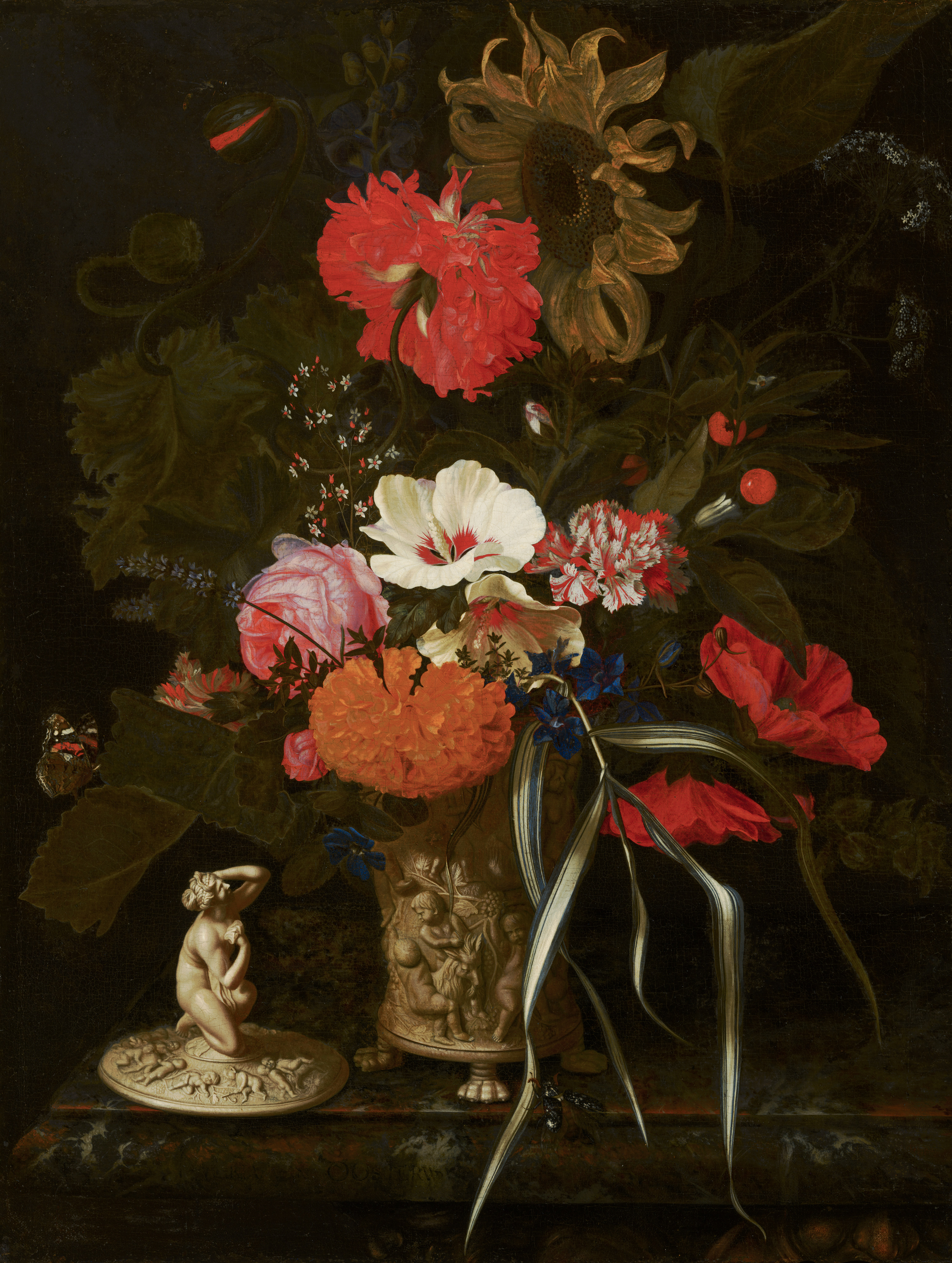
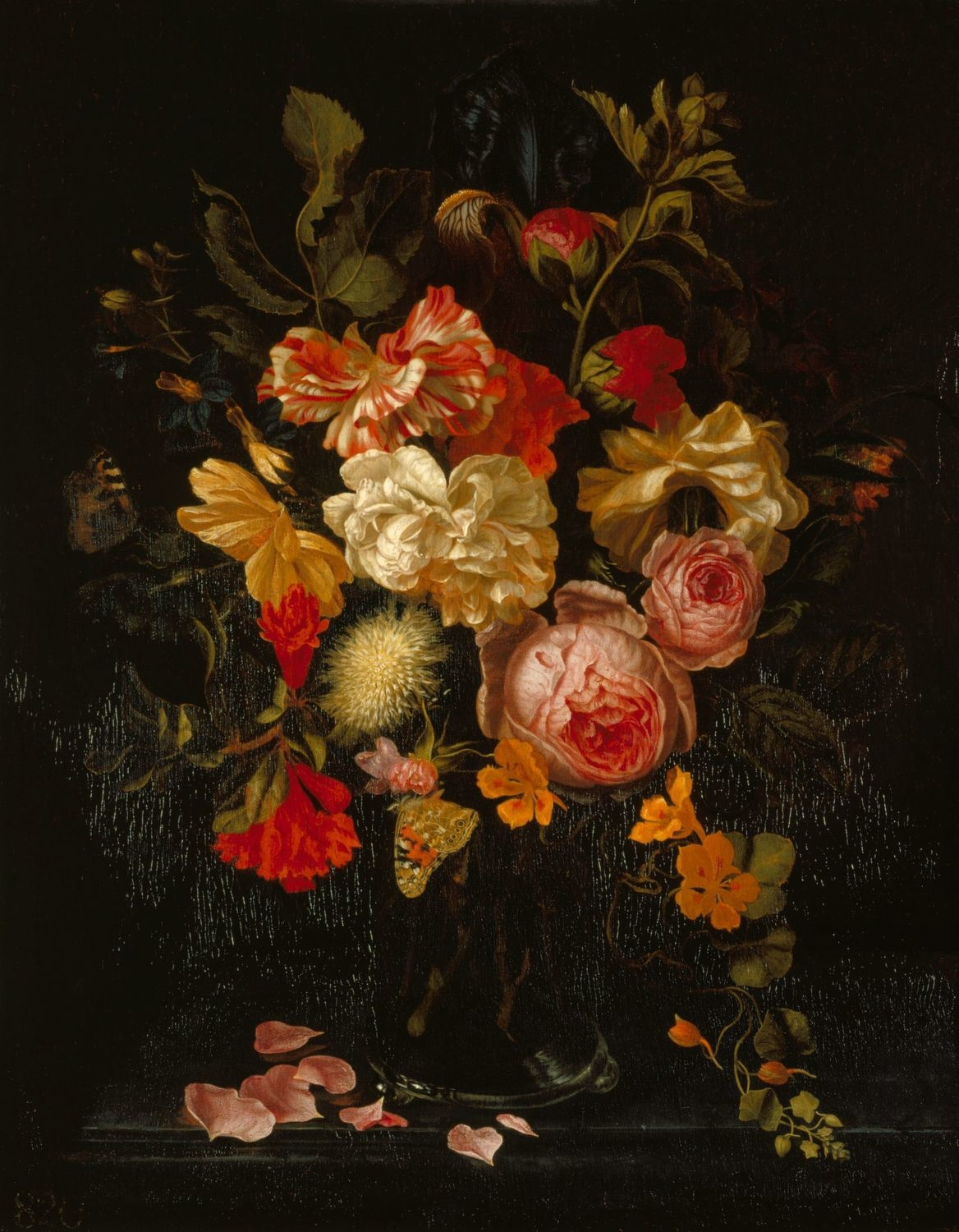
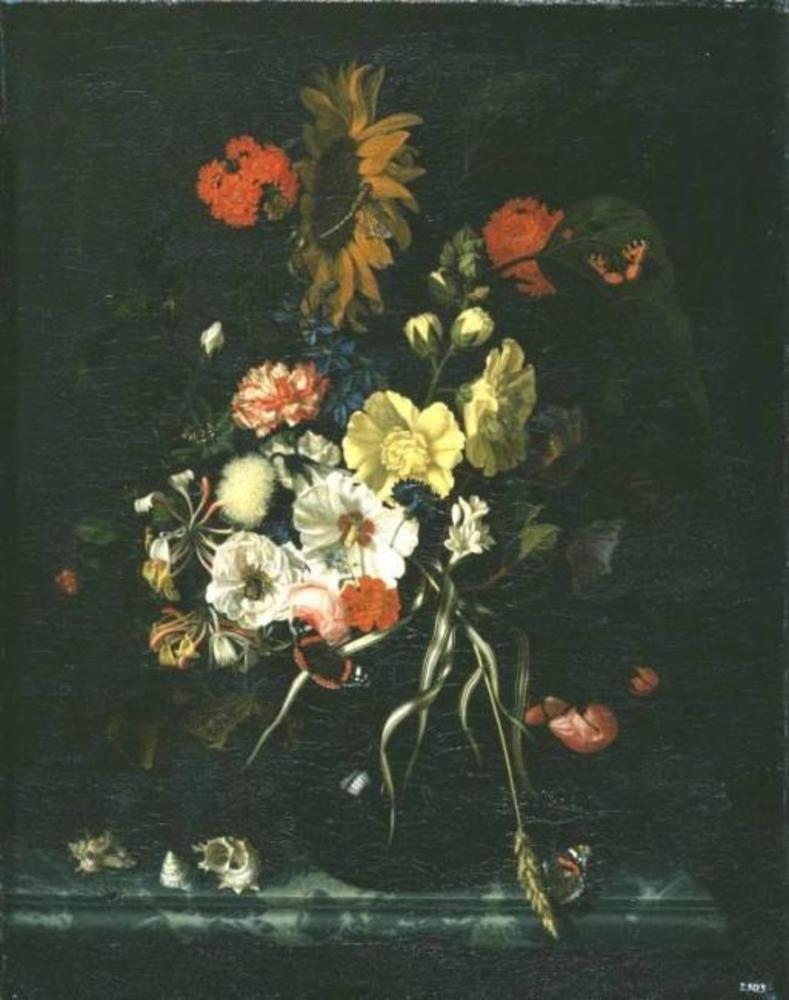

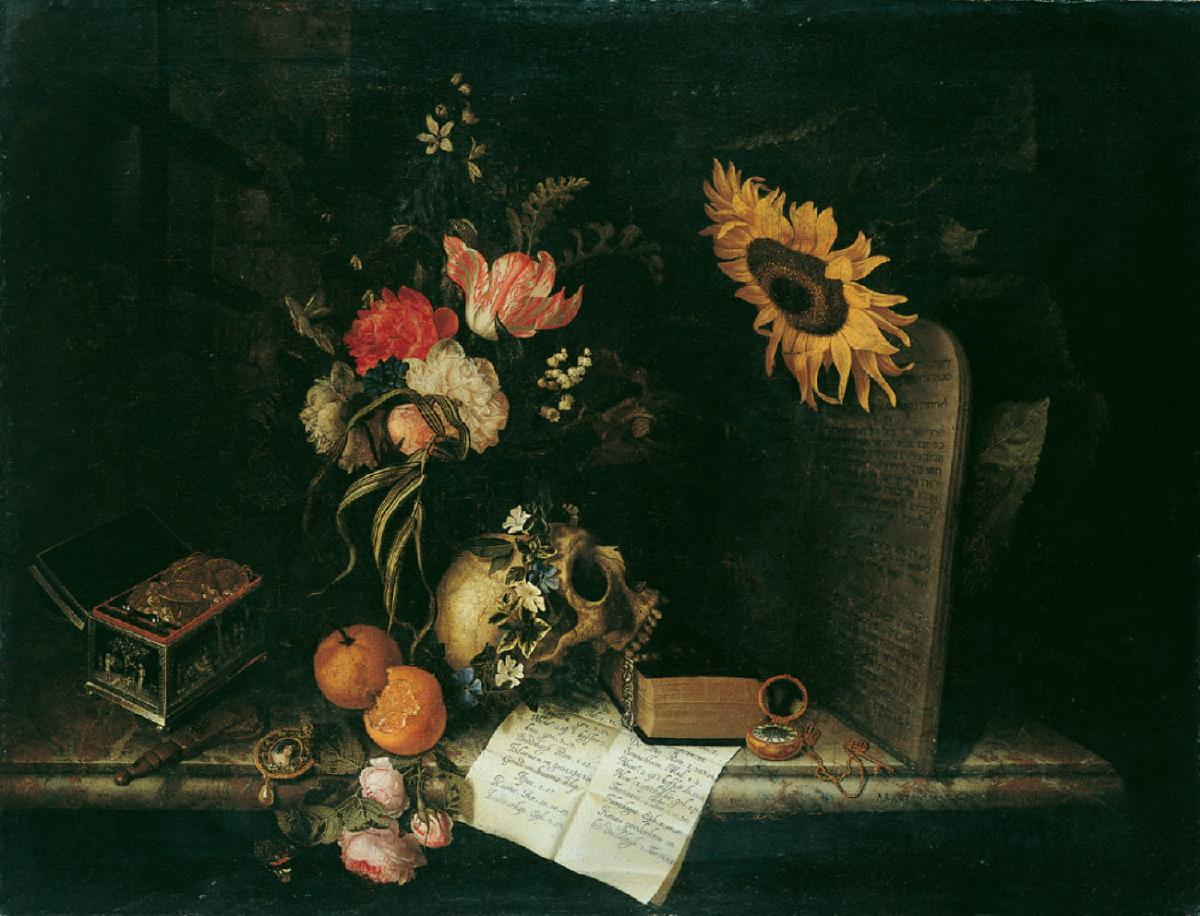
『ヴァニタス』 私蔵
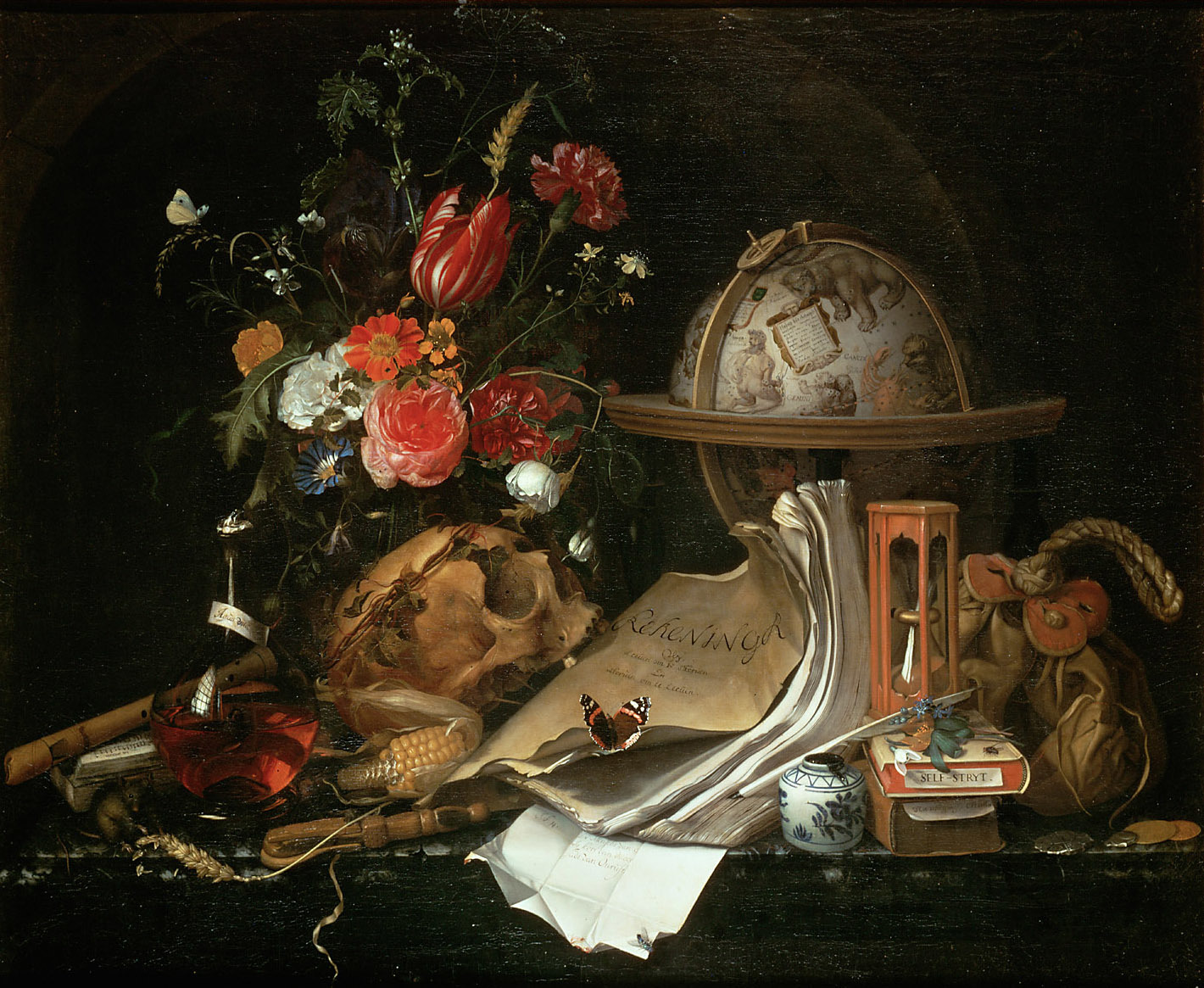
『ヴァニタス』 美術史美術館

- 『花』
フィッツウィリアム美術館

## 参照
1. 1 2 3  Maria van Oosterwyk biography in De groote schouburgh der Nederlantsche konstschilders en schilderessen (1718) by w:Arnold Houbraken, courtesy of the w:Digital library for Dutch literature